# فینال ای‌اف‌سی کاپ ۲۰۰۵
فینال ای‌اف‌سی کاپ ۲۰۰۵ مسابقه فینال دومین دوره ای‌اف‌سی کاپ بود که در سال ۲۰۰۵ برگزار شد و الفیصلی اردن به مقام قهرمانی دست یافت.

## مسابقه
بازی اول
| النجمه | ۰–۱ | الفیصلی |
| ------ | --- | ------- |
|        |     |         |

بازی دوم
| الفیصلی | ۳–۲ | النجمه |
| ------- | --- | ------ |
|         |     |        |